# KennyS
肯尼·施卢普（英語：Kenny Schrub，1995年5月19日—），游戏化名kennyS，是一名法国职业电子竞技选手。施卢普的电子竞技生涯始于2011年，起初他是一名《反恐精英：起源》的职业选手， 2012转战《反恐精英：全球攻势》（《CS：GO》）。kennyS被认为是世界上最好的《CS：GO》AWP狙击手之一，其出色表现受到了电竞界的极大关注。他在2015年游戏大奖中被评为“年度电子竞技玩家”。

## 职业生涯
2012年初，kennyS短暂加盟Team eXtensive!。后来kennyS加入VeryGames。在《起源》即将被《全球攻势》取代前最后的日子里，他拿到了多项赛事冠军；包括两个游戏节赛事，ESL Major Series第十赛季和法国大师系列赛。
《CS：GO》问世后，kennyS迅速成为了最厉害的狙击手之一，但是他的过人天赋对于NiP无济于事，而当时VG又迫切希望可以击败NiP，因此在2013年5月用ScreaM替换掉了kennyS。在接下来短短的6个月时间，kennyS辗转于Team LDLC.com、WARMAKER、WE GOT GAME以及Recursive eSports。2014年1月，Recursive由于财政问题，解散了队伍，kennyS加入了Clan-Mystik。但4月份他就被Titan挖走，来代替shox。 2014年中，Titan的成绩非常一般，只有DreamHack Stockholm Invitational II拿到了冠军，但是kennyS的表现却始终强劲。
2015年7月，两个法国队伍中间人员大调整，kennyS和apEX加入EnVyUs，SmithZz和shox换到了Titan 。进入EnVyUs，经过了短暂的适应，他逐步发挥出了自己的实力。2017年2月，EnVyUs和G2 Esports进行重组，kennyS,apEX,Shox从EnvyUs转入G2。
2021年3月4日，kennyS被G2下放至替補，進入不活躍時期。
2022年11月15日，Team Falcons宣布簽下「KennyS」，結束了與G2的合作。
2023年5月20日，kennyS在2023的巴黎BLAST major宣布退役。

## 主要战绩
| 年份 | 名次              | 比赛                                     | 队伍        | 比分  | 对手          | 奖金     |
| ---- | ----------------- | ---------------------------------------- | ----------- | ----- | ------------- | -------- |
| 2015 | Silver medal icon | 2015年ESL One科隆锦标赛                  | Team EnvyUs | 0：2  | Fnatic        | $50,000  |
| 2015 | Gold medal icon   | 2015年伦敦DreamHack公开赛                | Team EnvyUs | 2：0  | Team SoloMid  | $50,000  |
| 2015 | Gold medal icon   | Gfinity王中王                            | Team EnvyUs | 3 : 2 | Fnatic        | $20,000  |
| 2015 | Gold medal icon   | 2015年DreamHack克卢日-纳波卡公开锦标赛   | Team EnvyUs | 2 : 0 | Natus Vincere | $100,000 |
| 2016 | Gold medal icon   | 环球电子竞技杯第一赛季                   | Team EnvyUs | 3 : 0 | Team Dignitas | $80,000  |
| 2016 | 5 - 8名           | ELEAGUE第一赛季                          | Team EnvyUs | 0 : 2 | Fnatic        | $50,000  |
| 2016 | Gold medal icon   | Gfinity CS:GO邀请赛                      | Team EnvyUs | 3 : 0 | mousesports   | $50,000  |
| 2016 | 3 - 4名           | 电子竞技冠军系列赛（ECS）第二赛季 - 决赛 | Team EnvyUs | 0 : 2 | OpTic Gaming  | $65,000  |
| 2017 | Gold medal icon   | 2016年世界电子竞技运动会                 | Team EnvyUs | 2 : 0 | Team Kinguin  | $800,000 |
| 2017 | Gold medal icon   | 2017年圖爾DreamHack錦標賽                | G2 Esports  | 2 : 0 | HellRaisers   | $50,000  |
| 2017 | Gold medal icon   | 2017年ESL職業聯賽 第五季                 | G2 Esports  | 3 : 1 | North         | $225,000 |
| 2017 | Gold medal icon   | 2017年DreamHack Master Malmö公開賽       | G2 Esports  | 2 : 0 | North         | $100,000 |